# 千叶市消防局
千叶市消防局（日语：／ Chiba shi shōbōkyoku */?）是日本千叶县千叶市的消防机关，其辖区为千叶市全域。
截至2023年，千叶市消防局下辖6个消防署、19个出张所，共有187台各型消防车辆、1艘消防艇、2架消防直升机。

## 沿革
1948年3月7日，消防组织法实施，千叶市于同年7月27日设立千叶市消防本部，11月设立千叶市消防署。1969年，千叶市消防体制改革，原千叶市消防署改称中消防署，犊桥出张所改为北消防署、苏我出张所改为北消防署，消防本部所辖消防署数量增加到3个。
1970年，消防本部改为千叶市消防局，同年4月中消防署改称中央消防署。1975年，水上出张所改为临港消防署，消防署数量增加到4个。1983年4月，千城台出张所改为东消防署，消防署数量增加到5个。1990年，真砂出张所改为美滨消防署，消防署数量增加到6个。
1992年4月，千叶市列入政令指定都市，各行政区均设一消防署，消防署数量仍维持6个：新设稻毛消防署、绿消防署，北消防署改称花见川消防署，东消防署改称若叶消防署，原临港消防署、南消防署分别改为出张所。

## 组织机构
千叶市消防局内设有以下部、课：
- 总务部
  - 总务课
  - 人事课
  - 设施课
  - 消防学校
- 警防部
  - 警防课
  - 救急课
  - 指令课
  - 航空课
- 预防部
  - 预防课
  - 指导课

## 消防署所
千叶市消防局共有6个消防署、19个出张所：
- 中央消防署
  - 苏我出张所
  - 宫崎出张所
  - 生滨出张所
  - 临港出张所

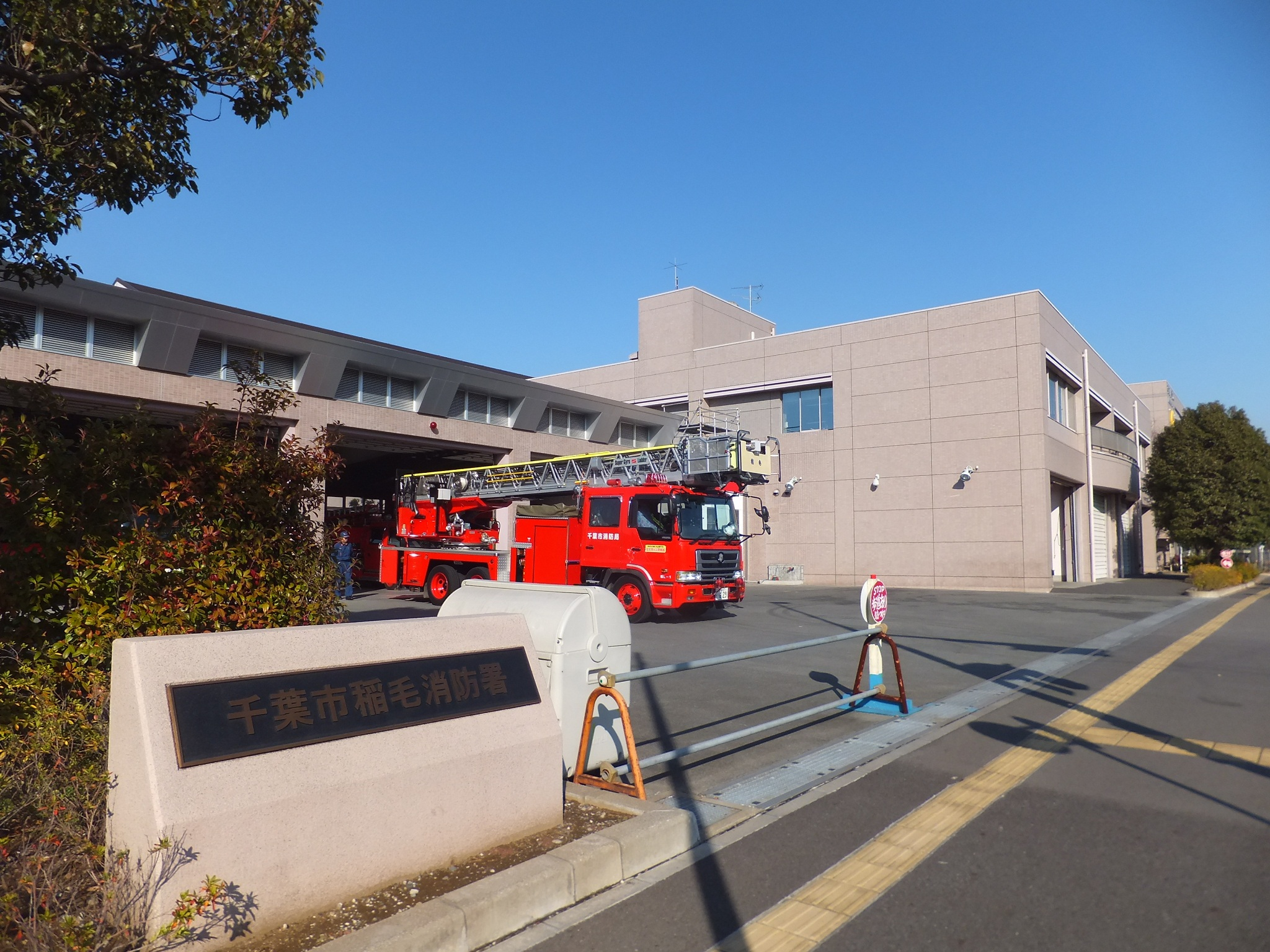
花见川消防署
  - 幕张出张所
  - 畑出张所
  - 作新台出张所
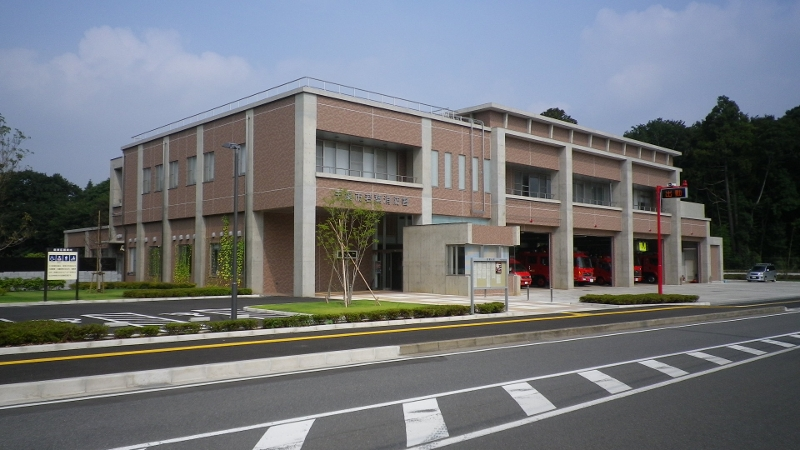
稻毛消防署
  - 西千叶出张所
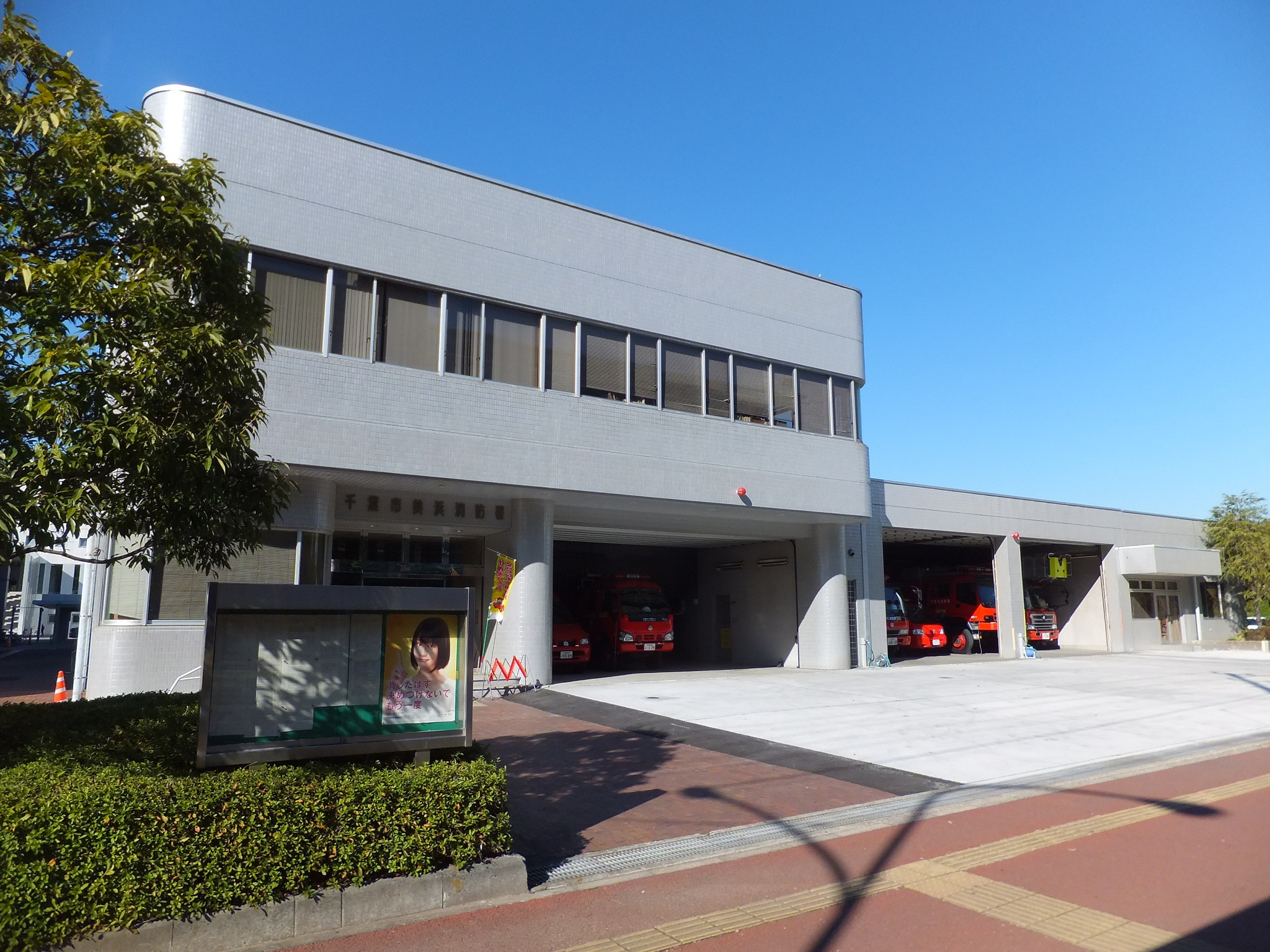
若叶消防署
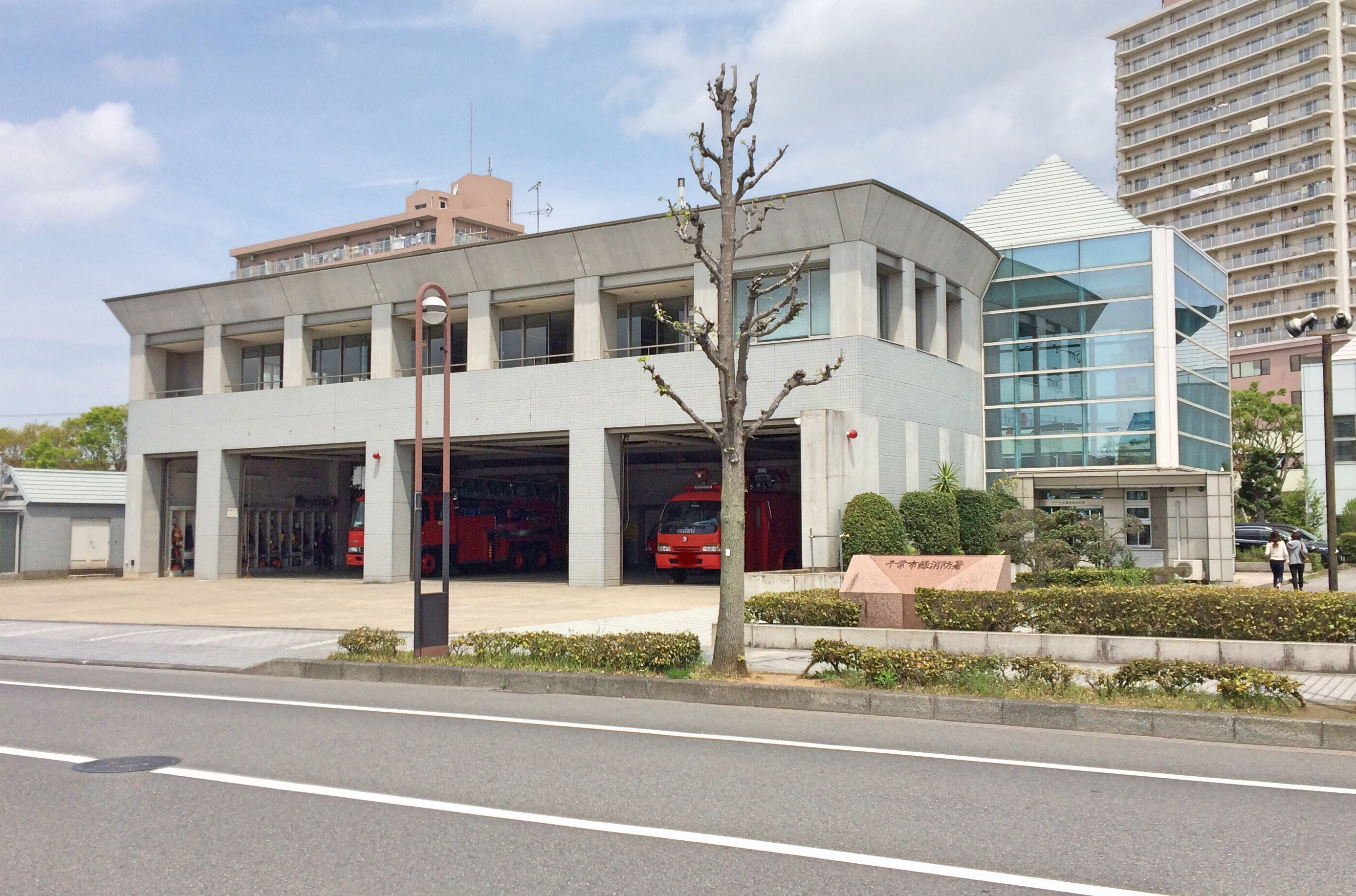
绿消防署
  - 樱木出张所
  - 大宫出张所
  - 都贺出张所
  - 泉出张所
  - 殿台出张所
- 绿消防署
  - 誉田出张所
  - 土气出张所
  - 越智出张所
  - 浅海丘出张所
- 美滨消防署
  - 高滨出张所
  - 打濑出张所

- 稻毛消防署
- 若叶消防署
- 美滨消防署
- 绿消防署

## 装备

### 消防车辆
截至2023年，千叶市消防局共有各型消防车辆187辆，包括48辆灭火类消防车、7辆救助类消防车、26辆救护车、17辆指挥类消防车、15辆特殊装备类消防车、25辆后方支援类消防车、16辆备用车和33辆其他用车。其中，48辆灭火类消防车包括20辆水罐泵浦消防车、22辆泵浦消防车、5辆化学泵浦消防车、1辆大型化学泵浦消防车，7辆救助类消防车包括5辆救助工作车、1辆特殊灾害应对车、1辆特别高度工作车，15辆特殊装备类消防车包括7辆云梯消防车、1辆登高平台消防车、1辆举高喷射消防车、2辆泡沫液运输车、1辆高倍泡沫排烟车、1辆照明车、1辆空气呼吸器充气车、1辆远距离供水车。

### 消防船艇

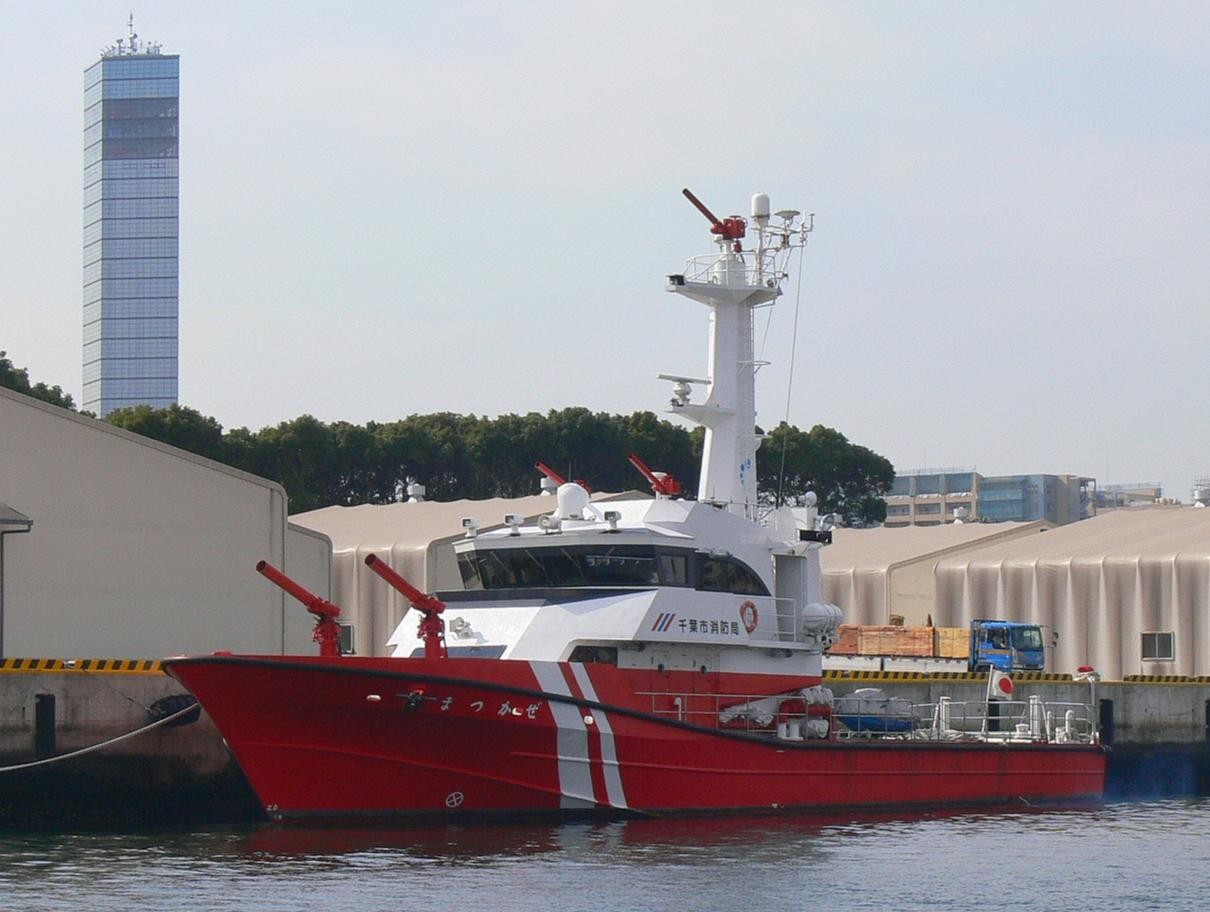
第二代“松风”号消防艇

截至2023年，千叶市消防局共有1艘消防艇，为“松风”号消防艇，配属于中央消防署临港出张所。
现役的“松风”号为同名第二代消防艇，2004年投入使用，排水量104吨，搭载有2个每分钟泵水量25,000升的消防泵、5门水泡。该艇曾参与2011年日本東北地方太平洋近海地震后科斯莫石油公司千叶炼油厂的火灾救援。

### 消防直升机

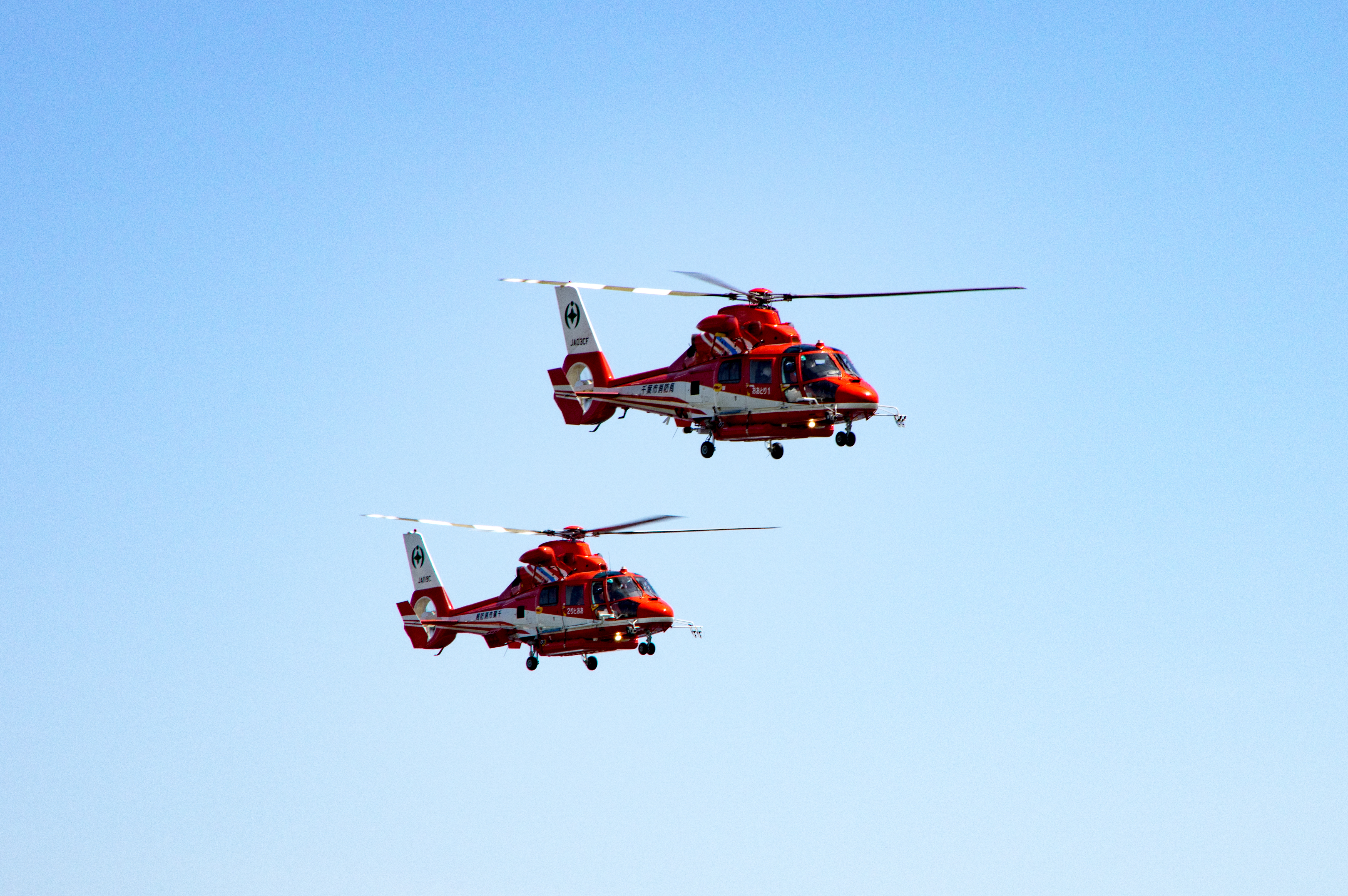
消防直升机凤1（JA03CF）和凤2（JA119C）

截至2023年，千叶市消防局共有2架消防直升机：“凤1”（注册号：JA03CF）、“凤2”（注册号：JA119C）。这两架直升机均为欧直AS365N3型“海豚”直升机，分别于2005年12月、1999年2月投入使用。
千叶市消防局初代消防直升机“凤”（注册号：JA6687）为欧直AS365N2型，于1992年1月投入使用，于2005年12月由“凤1”（JA03CF）代替。

## 救援力量

### 救助队
截至2023年，千叶市消防局共编有5支救助队，除稻毛消防署外，各消防署均编有一支救助队。其中，绿消防署的救助队为特别高度救助队（Super Rescue千叶，缩写SRC），中央、美滨消防署的救助队为高度救助队，花见川、若叶消防署的救助队为特别救助队。
千叶市消防局最早的特别救助队成立于1966年10月，当时隶属于消防局警防课，有专职救助队员11人。随着千叶市经济社会发展，千叶市消防局分别于1975年、1976年、1992年、2013年在原临港消防署、中央消防署、绿消防署、花见川消防署组建了特别救助队，形成了消防局5支救助队的格局。

### 紧急消防援助队、国际消防救助队
千叶市消防局共有42小队登录在紧急消防援助队，曾参与2007年新潟縣中越近海地震、2008年岩手宫城内陆地震、2011年东日本大震灾、2013年强台风韦帕引发的伊豆大岛泥石流灾害、2015年强热带风暴艾涛引发的关东东北地区暴雨灾害等救援行动。
千叶市消防局共有11名队员登录在国际消防救助队，登录队员和相应物资均部署在绿消防署。

### 消防航空队
千叶市消防航空队驻扎于千叶市消防局直升机场（千叶市消防综合中心），拥有两架消防直升机，承担超高层建筑、石化企业、山岳、水难、森林火灾等的灭火救援工作，以及急救转运、情报收集等任务。航空消防队也根据消防互助协定参与千叶县内其他市町村乃至日本全国的消防工作。消防航空队于1992年开始在东京直升机场运用首架消防直升机，1994年转移到千叶市消防综合中心内的千叶市消防局直升机场。

## 附属机构和设施

### 千叶消防共同指令中心
千叶消防共同指令中心（日语：ちば消防共同指令センター）设在千叶市消防局，自2013年4月起统一承担千叶县东北部和南部共20各消防本部的119电话接线、消防车救护车调度任务。

### 消防学校
千叶市消防学校（日语：千葉市消防学校）成立于1996年4月，承担千叶市消防局新入职消防员、在职消防员以及消防团员的培训工作。千叶市消防学校和千叶市消防航空队（千叶市消防局直升机场）均位于绿区的千叶市消防综合中心（日语：千葉市消防総合センター）内。